# NGC 7642
NGC 7642 este o low-surface-brightness galaxy⁠(d) situată în constelația Peștii. A fost descoperită în 19 octombrie 1864 de către Albert Marth.